# 谷山站 (京畿道)
谷山站（：／ Goksan yeok */?）是京義線沿線的一座地面車站，位於韓國京畿道高陽市一山東區白石洞，有首都圈電鐵京義·中央線和首都圈電鐵西海線列车停靠。

## 車站結構
站體為2面2線側式月台的地面車站，候車月台月台幕門。

### 月台配置
| ↑ 大谷 |
| \| 20  |
| 白馬 ↓ |

| 月台 | 路線                   | 目的地                         |
| ---- | ---------------------- | ------------------------------ |
| 1    | ●首都圈電鐵京義·中央線 | 大谷、首爾、龍門方向           |
| 1    | ●首都圈電鐵西海線      | 大谷、始興市廳、草芝、元時方向 |
| 2    | ●首都圈電鐵西海線      | 一山方向                       |
| 2    | ●首都圈電鐵京義·中央線 | 一山、文山方向                 |

## 歷史
- 1967年1月9日：落成啟用。
- 2009年7月1日：首都圈电铁京义线开始運行。
- 2023年8月26日：西海線站體启用。

## 車站周邊
- 大谷初等學校
- 白石近鄰公園
- 白石圖書館
- 陵谷洞衛生診所
- 一山醫院（朝鲜语：국민건강보험 일산병원）
- 韓國水資源公社（朝鲜语：한국수자원공사）
- 一山熱電聯產發電站

## 圖片

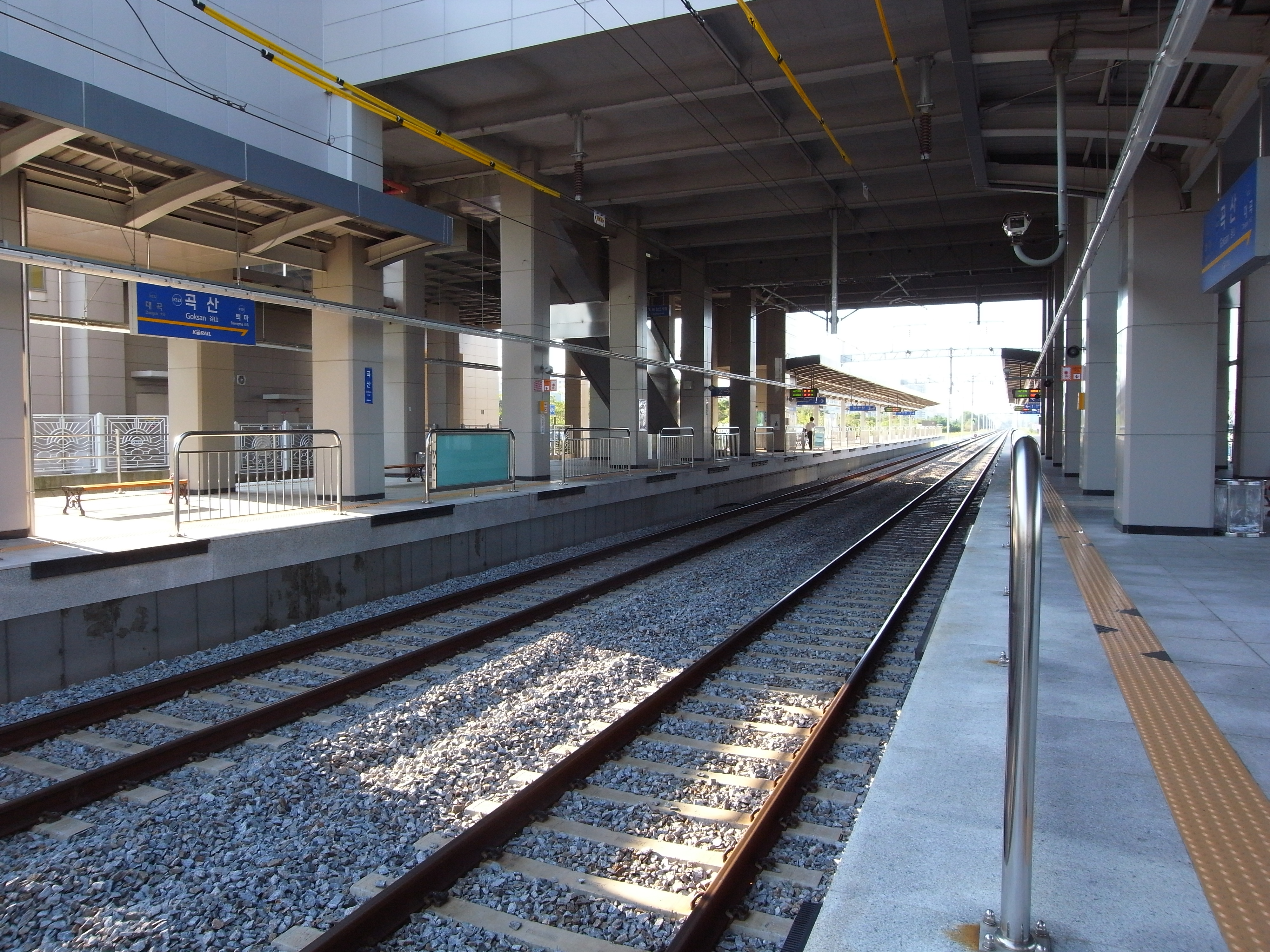
候車月台
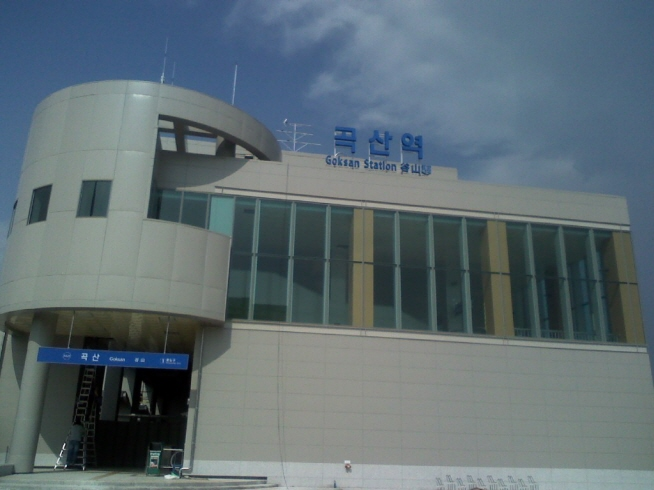
1號出口
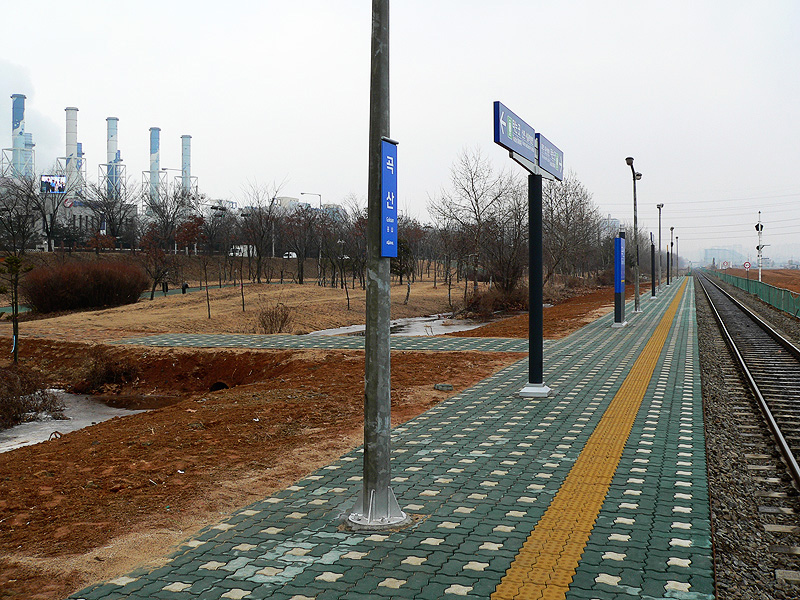
舊站月台與單線軌道（2007年）